# 시드니 도메인

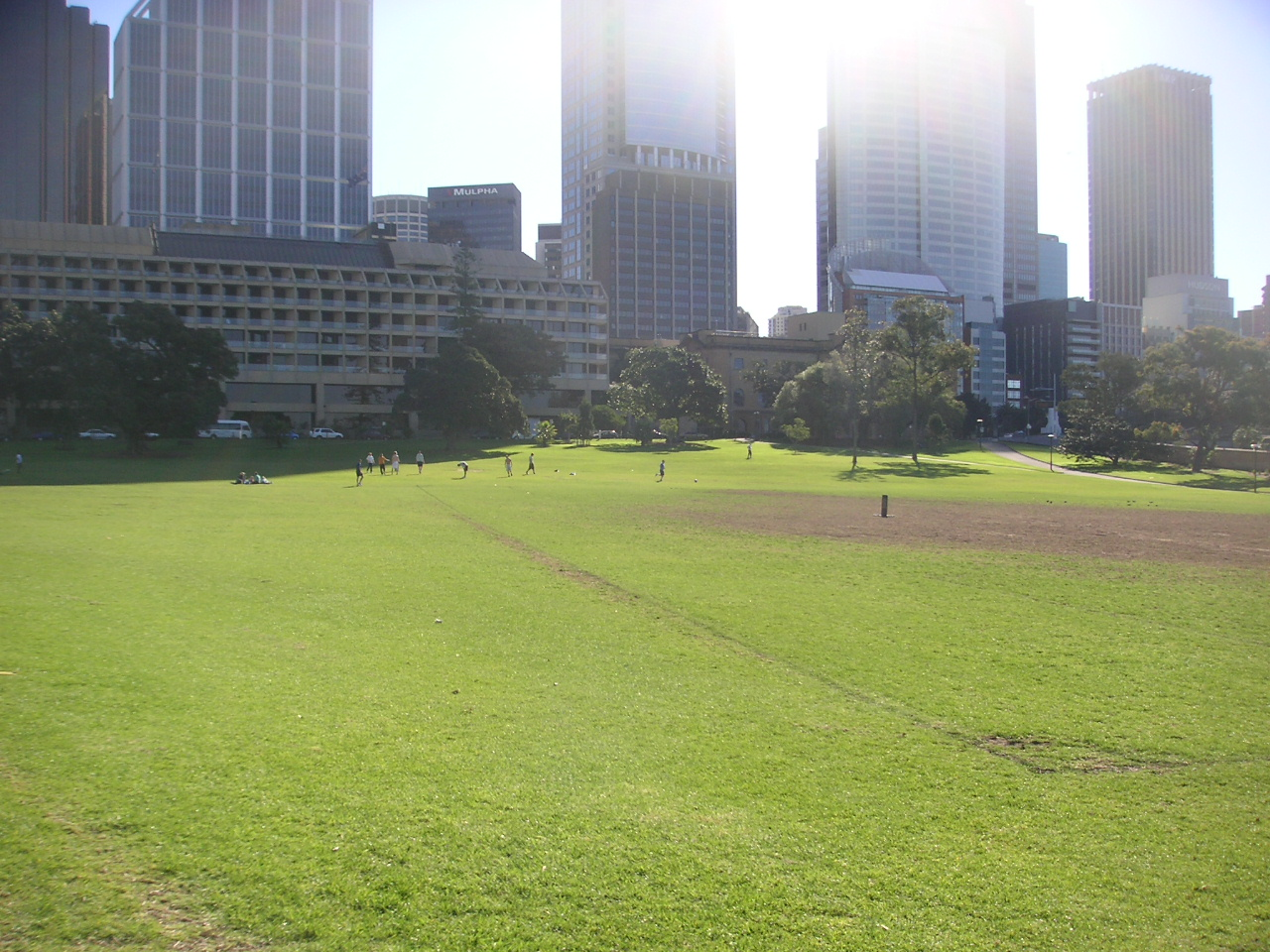
시드니 도메인

시드니 도메인(The Domain, Sydney) 지역은 오스트레일리아 뉴사우스웨일스주 시드니 중심 업무 지구의 동쪽 끝부분에 위치하며 대중에 개방된 넓은 공간으로 울루물루 지역과 시드니 왕립 식물원과 접해있다. 이 지역은 시드니 왕립 식물원과 뉴사우스웨일스 주 환경 기후 변화 담당 부서에서 공동으로 관리하며 대형 야외 콘서트나 집회, 이벤트들이 열리는 공간으로 사용된다.

## 역사
1788년 7월 시드니 코브(Sydney Cove)에 첫 함대가 상륙한 후 6개월 동안 필립 총독에 의해 작은 농장이 건설되었고 이러한 이유에서 이 지역은 팜 코브(Farm Cove) 이름지어졌다. 농장 뒤로 절벽을 향해 조그마한 시냇물이 흘렀고 이 지역은 필립 도메인이라 불리며 필립 총독의 개인적인 용도로 사용되었었다. 1810년 맥쿼리 총독이 부임했을 때에는 하이드 파크와 이 지역을 분리하고 주변에 담을 쌓기 시작해 1817년부터는 외부인의 출입을 철저히 통제하였으나 1830년대에 이르러 안쪽 지역의 정부 시설을 제외하고 다시 대중에 개방되기 시작하였고 현재에는 누구나 산책을 즐길 수 있는 공간으로 활용되고 있다.

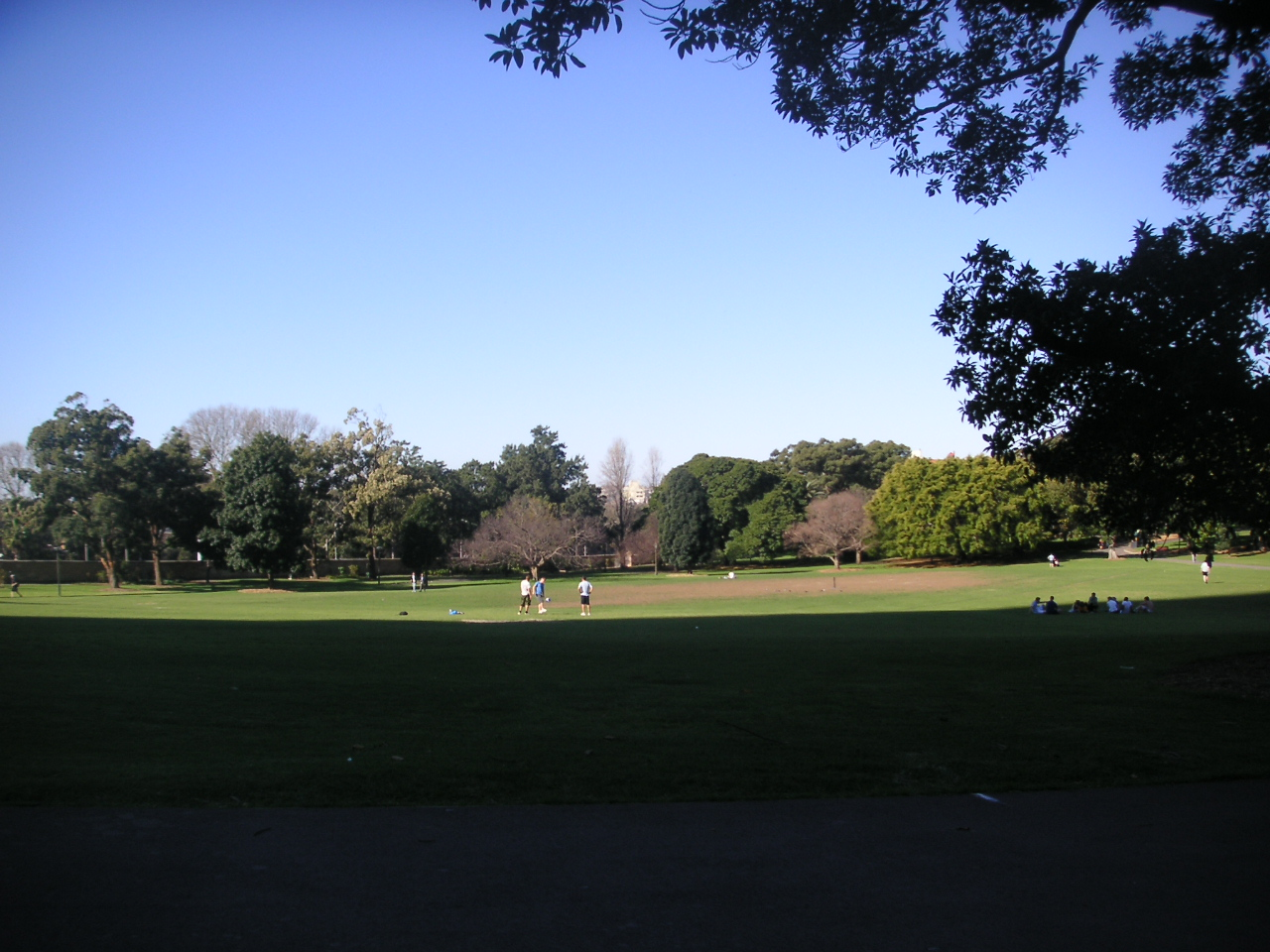
시드니 도메인

## 도메인 크리켓 경기장
1800년대 초반 하이드 파크에서 벌어지던 크리켓 경기는 1850년대부터는 이 곳에서 벌어지게 되었다. 1856년 멜버른에서 벌어진 뉴사우스웨일스와 빅토리아간의 식민지간 첫 번째 라이벌 경기는 7위켓 차이로 뉴사우스웨일스가 이겼고, 이어 1857년 1월 14일 도메인에서 벌어진 재대결에서도 66점차로 뉴사우스웨일스가 다시 승리하였다.
그 후에도 14년동안 크리켓 경기장으로 이용되면서 이 곳은 최상질의 경기장 환경을 유지하지 못하게 되었다. 경기장이 고르지 못해 크리켓 경기를 하기 어려워지자 1859년 12월 13일 이러한 문제점들이 뉴사우스웨일스 크리켓 협회에 공식적으로 상정되었고 1862년 잉글랜드와 오스트레일리아와의 크리켓 경기를 치르기 위해 경기가 벌어질 새로운 공간을 찾기 시작했다. 하지만 1864년 10월 29일 레드펀 지역에 알버트 경기장이 열기 전까지 해결책을 찾지 못했고 결국 경기는 도메인에서 벌어져야 했다.

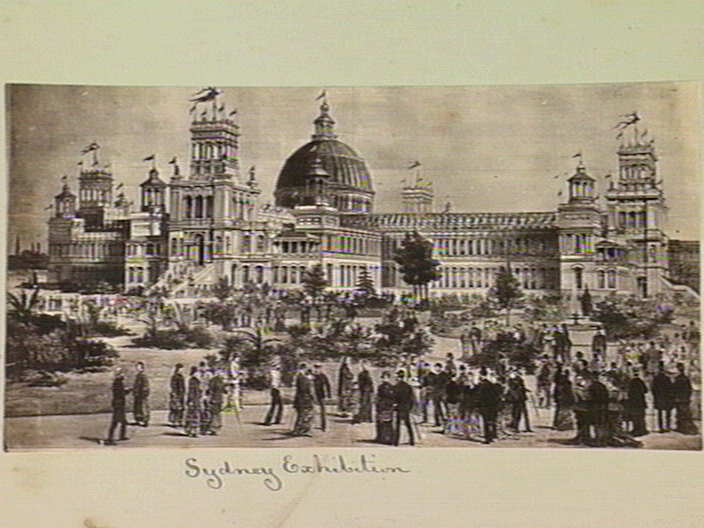
시드니 가든 팰리스 (1879년)

## 이 후의 용도
- 도메인 지역은 이 후 다양한 의식이나 행사, 가두 연설 등을 위한 용도로 사용되었다. 1860년부터 이 지역은 야간에 시민들에게 개방되었는데 사람들은 여름 밤에 여가를 보내기 위한 용도로 사용하곤 했다.

- 시드니의 성장과 더불어 이 지역 또한 변화의 흐름을 맞게 되었다. 가장 큰 변화는 1879년에 열렸던 시드니 국제 박람회를 위한 가든 팰리스의 건축이라 할 수 있다. 하지만 이 건물은 1882년 화재로 소실되고 말았다. 최근에는 케이힐 고속도로와 도메인 주차장이 건설되었으며 케이힐 고속도로의 건설로 인해 왕립 식물원과 도메인 지역이 각각 분리되었다.

- 34 헥타르에 이르는 넓은 잔디밭은 시민들의 조깅이나 축구와 같은 체육 용도와 휴식등의 여가 용도로 이용되고 있다.

## 특징
- 미시즈 맥쿼리 포인트는 시드니에서 가장 유명한 사진 촬영지 중 한 곳이다. 이 지역은 오스트레일리아의 2대 총독인 라클란 맥쿼리 총독이 영국으로 항해를 떠나자 부인인 미시즈 맥쿼리가 남편을 기다렸다는 장소이다. 1816년 6월 13일에 이르러서야 기다림이 끝났다는 기록이 현장에 남아있다.

- 이 지역은 퀸 엘리자베스 2세가 처음으로 오스트레일리아에 내린 지역이다.

- 뉴사우스웨일스 주 아트 갤러리가 도메인 지역과 울루물루 항구의 동쪽 끝이 만나는 지점에 위치하고 있다.

- 이 지역은 가두 연설가들이 자신의 주장을 펼치기 위해 자주 찾는 장소이다.

## 행사

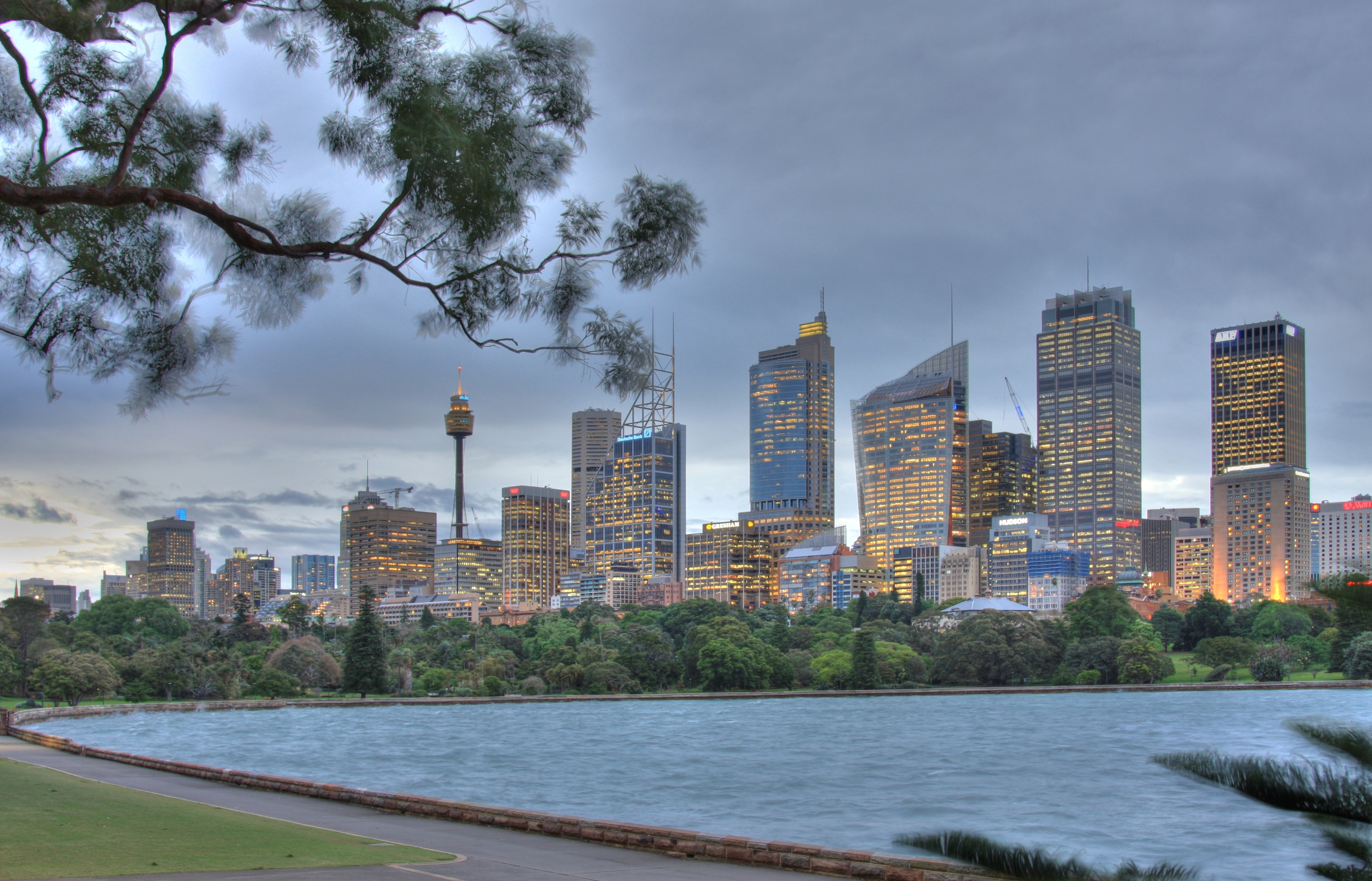
도메인에서 본 시드니 중심 업무 지구

주요 행사는 12월에서 1월 사이에 주로 열리는데, 매 년 1월 시드니 페스티벌 행사의 일부와 12월 크리스마스 콘서트 행사가 연례적으로 개최된다.

## 같이 보기
- 센테니얼 공원 (뉴사우스웨일스주)

## 참고 문헌
- Pollard, Jack (1990) Australia In: Test Match Grounds London: Willow Books
- Vamplew, Wray; Moore, Katharine; O’Hara, John; Chashman, Richard; and Jobling, Ian [editors] (1997) The Oxford Companion to Australian Sport Second Edition Melbourne: Oxford University Press